# Новолисогірка
Новолисогірка — пасажирський залізничний зупинний пункт Жмеринської дирекції Південно-Західної залізниці розташований на одноколійній, неелектрифікованій лінії Ярмолинці — Копичинці.
Розташований у с. Лісогірка Городоцького району  між станціями Вікторія та Лісоводи.
Станом на лютий 2018 року приміське сполучення відсутне.